# Lagting
Il Lagting (in svedese Lagtinget) è il parlamento delle Isole Åland.

## Storia
Il palazzo è situato a Mariehamn, il capoluogo amministrativo delle isole che godono di una piena autonomia dalle leggi internazionali della Società delle Nazioni e dal 1950 dalla Finlandia, pur essendo sotto questa nazione. Nomina il governo provinciale.